# Hann Bonaventura
Hann Bonaventura (Pozsony, 1733. – Úrkút, 1800. április 17.) ferences rendi szerzetes.

## Élete
18 éves korában (1751) lépett a rendbe s 1756-ban miséspappá szentelték föl. Miután a bölcseletet mint lektor több évig tanította, a teológia előadására alkalmazták. A budai rendház gvardianja lett és ezen tisztségét a rend eltörléseig (1786) viselte, mire a veszprémi püspökmegyében mint lelkészt alkalmazták ÚrkÚton, ahol 1800-ban meghalt.

## Munkái
- Monasticae vitae felicitas, publica oratione celebrata... Kismartonii 1766. d. 30. Julii... Posonii, 1766
- Stimuli amoris ex consideratione beneficiorum Dei, spiritualium exercitiorum occasione excitati Anno 1767 et per subsequos annos magis in cor adacti... Weszprimii, 1767
- Sermones Sacri in Dominicas totius anni... 1784
- Sermones de mysteriis patientis Salvatoris... 1784
- Sermones in festa totius anni, seu Habernkorn versus in latinum. Aug. Vind., 1785, három kötet

### Kéziratban
- Tractatus theologicus scholastico-dogmaticus ad mentem Seraphici Doctoris Divi Bonaventurae et Subtilis Joannis Duns-Scoti... (4-rét 777 lap a veszprémi rendház könyvtárában)